# Родні Мартін
Родні Мартін (англ. Rodney Martin; нар. 22 грудня 1982) — американський легкоатлет, який спеціалізувався в бігу на короткі дистанції.

## Спортивні досягнення
Учасник олімпійських змагань з естафетного бігу 4×100 метрів на Іграх-2008, де команда США була дискваліфікована у попередньому забігу за порушення правил передавання естафетної палички.
Чемпіон світу з естафетного бігу 4×100 метрів (2007).
Фіналіст (4-е місце) змагань з бігу на 200 метрів на чемпіонаті світу (2007).